# Gonomyia (Leiponeura) calverti
Gonomyia (Leiponeura) calverti is een tweevleugelige uit de familie steltmuggen (Limoniidae). De soort komt voor in het Neotropisch gebied.